# Kōhei Abe
Kōhei Abe (japanisch 安部 浩平, Abe Kōhei; * 8. Dezember 1923 in der Präfektur Tokio; † 8. November 2005 in Nagoya) war ein japanischer Manager.

## Leben
Abe schloss 1949 die Universität Kyōto ab.
1991 wurde er Präsident (shachō) und 1995 Vorsitzender (kaichō) des Energieversorgers Chubu Electric Power Company. Daneben wurde er 1993 Vorsitzender des „Verbandes der Stromversorger“ (Denki Jigyō Rengōkai) und war damit an der Novellierung des „Energieversorgergesetzes“ (電気事業法, Denki-jigyō-hō) beteiligt. 1995 wurde er zudem Vorsitzender des „Wirtschaftsverbandes Chūbu“ (中部経済連合会, Chūbu Keizai Rengōkai) und war an der Finanzierung des Flughafens Chūbu beteiligt. Nach seinem Rückzug aus dem operativen Geschäft der Chubu Electric Power Company im Juni 2001 war er Ehrenberater des Unternehmens.
Von Juli 1999 bis zu seinem Tod war er Honorarkonsul der Bundesrepublik Deutschland in Nagoya.

## Ehrungen
- 2005: Großes Verdienstkreuz der Bundesrepublik Deutschland[4]